# Otolithes cuvieri
Otolithes cuvieri är en fiskart som beskrevs av Trewavas, 1974. Otolithes cuvieri ingår i släktet Otolithes och familjen havsgösfiskar. Inga underarter finns listade i Catalogue of Life.